# 1999 en musique
| \| • Retour à la chronologie générale de la musique populaire • \| |
| XXIe siècle • XXe siècle • XIXe siècle • XVIIIe siècle XVIIe siècle • XVIe siècle • XVe siècle • XIVe siècle XIIIe siècle • XIIe siècle • XIe siècle • Xe siècle IXe siècle • VIIIe siècle • Haut Moyen Âge • Rome • Grèce |
| • Retour à la chronologie générale de la musique populaire • |

| • Retour à la chronologie générale de la musique populaire • |

| Années de la musique populaire : 1996 - 1997 - 1998 - 1999 - 2000 - 2001 - 2002    |
| Décennies de la musique populaire : 1960 - 1970 - 1980 - 1990 - 2000 - 2010 - 2020 |

Cet article présente les faits marquants de l'année 1999 en musique.

## Faits marquants

### En France
- Environ 36 millions de singles et 115 millions d'albums sont vendus en France en 1999[1].
- Premier succès d'Isabelle Boulay (Je t'oublierai, je t'oublierai).
- Le clip de L'Âme-Stram-Gram de Mylène Farmer devient le clip français le plus cher de l'histoire, tandis que le suivant, Je te rends ton amour, est censuré. La chanteuse se produit durant 5 soirs à Bercy avec son Mylenium Tour.
- 19 et 20 juin : Céline Dion devient la première femme à donner deux concerts au stade de France.
- Johnny Hallyday reçoit son premier disque de diamant avec l'album Sang pour sang, composé par son fils David.
- Première édition du festival Solidays.
- Décès de Stéphane Sirkis.

### Dans le monde
- Premiers succès de Britney Spears (…Baby one more time), Muse (Uno), Jennifer Lopez (If You Had My Love) et Christina Aguilera (Genie in a bottle).
- Août : Au festival de Woodstock 1999, les organisateurs veulent rééditer le succès de Woodstock '94, mais la fête est gâchée par les débordements de violence.
- Décès de Dusty Springfield et de John Scatman.

## Disques sortis en 1999
- Albums sortis en 1999
- Singles sortis en 1999

## Succès de l'année en France (singles)

### Chansons classées Numéro 1
Cette liste présente, par ordre chronologique, tous les titres s'étant classés à la première place du Top 50 durant l'année 1999.
- Daniel Lavoie, Patrick Fiori et Garou : Belle
- Manau : Mais qui est la belette ?
- Cher : Believe
- Larusso : Tu m'oublieras
- Britney Spears : ...Baby One More Time
- Moos : Au nom de la rose
- David Hallyday : Tu ne m'as pas laissé le temps
- Zebda : Tomber la chemise
- Eiffel 65 : Blue (Da Ba Dee)
- Lou Bega : Mambo No. 5 (A little bit of...)

### Chansons francophones
Cette liste présente, par ordre alphabétique, tous les titres francophones s'étant classés parmi les 10 premières places du Top 50 durant l'année 1999.
- Barbara Scaff : Elle donne
- Bisso Na Bisso : Bisso Na Bisso
- Bruno Pelletier : Le Temps des cathédrales
- Céline Dion : S’il suffisait d’aimer
- Cheb Mami & K-mel : Parisien du nord
- Daniel Lavoie, Patrick Fiori & Garou : Belle
- David Hallyday : Tu ne m'as pas laissé le temps
- Faudel : Dis-moi
- Johnny Hallyday : Vivre pour le meilleur
- Johnny Hallyday : Un jour viendra
- Johnny Hallyday : Sang pour sang
- Kim Kay : Lilali
- La Clinique : La playa
- Lââm : Chanter pour ceux qui sont loin de chez eux
- Lââm : Jamais loin de toi
- Lââm : Les Enfants de l’an 2000
- Lara Fabian : La Différence
- Lara Fabian & Johnny Hallyday : Requiem pour un fou
- Larusso : Tu m'oublieras
- Liane Foly : La vie ne m'apprend rien
- Manau : Mais qui est la belette ?
- Moos : Au nom de la rose
- Mylène Farmer : L'Âme-Stram-Gram
- Mylène Farmer : Je te rends ton amour
- Mylène Farmer : Souviens-toi du jour…
- Nathalie Cardone : …Mon ange
- Norma Ray : Tous les maux d'amour
- Patrick Fiori : Elle est
- Pierpoljak : Pierpoljak
- Tina Arena : Aller plus haut
- Wazoo : La manivelle
- Zebda : Tomber la chemise

### Chansons non francophones
Cette liste présente, par ordre alphabétique, tous les titres non francophones s'étant classés parmi les 10 premières places du Top 50 durant l'année 1999.
- Alice DeeJay : Better Off Alone
- Ann Lee : 2 Times
- Armand van Helden : U Don't Know Me
- Britney Spears : ...Baby one more time
- Britney Spears : (You Drive Me) Crazy
- Céline Dion : That's the Way It Is
- Cher : Believe
- Cher : Strong Enough
- Christina Aguilera : Genie in a Bottle
- Eiffel 65 : Blue (Da Ba Dee)
- Emilia : Big Big World
- Enrique Iglesias : Bailamos
- Jennifer Lopez : If You Had My Love
- Jennifer Lopez : Waiting for Tonight
- Lara Fabian : Adagio
- Lene Marlin : Where I’m Headed
- Lou Bega : Mambo No. 5 (A little bit of...)
- Mariah Carey & Whitney Houston : When You Believe
- Mariah Carey : Heartbreaker
- Mr. Oizo : Flat Beat
- Mythos & DJ Cosmo : The Heart of the Ocean
- Mythos & DJ Cosmo : Unchained Melody
- Ofasia : Saté san
- Organiz : I Never Knew Love Like This Before
- Organiz : Can We Talk About It
- Paul Johnson : Get Get Down
- Phats & Small : Turn Around
- Ricky Martin : Livin' la vida loca
- Tarkan : Sikidim
- Texas : Summer Son
- The Offspring : Pretty Fly (for a White Guy)
- TLC : No scrubs
- Vengaboys : Boom
- Wamdue Project : King of My Castle
- Whitney Houston : Heartbreak Hotel
- Whitney Houston : My Love Is Your Love
- Will Smith : Wild Wild West

## Succès de l'année en France (albums)
Cette liste présente, par ordre alphabétique, les albums sortis en 1999 ayant obtenu une certification Platine ou Diamant en France.

### Disques de diamant (plus d'un million de ventes)
- Alain Souchon : Au ras des pâquerettes
- Francis Cabrel : Hors-saison
- Johnny Hallyday : Sang pour sang
- Moby : Play
- Mylène Farmer : Innamoramento
- Patrick Bruel : Juste avant

### Doubles disques de platine (plus de 600 000 ventes)
- Barry White : The Ultimate Collection
- Britney Spears : ...Baby one more time
- Céline Dion : All The Way... A Decade of Song
- Céline Dion : Au cœur du Stade
- Émile et Images : Jusqu’au bout de la nuit
- Lynda Lemay : Live
- -M- : Je dis aime
- Pascal Obispo : Soledad
- Santana : Supernatural
- Texas : The hush

### Disques de platine (plus de 300 000 ventes)
- 113 : Les Princes de la ville
- André Rieu : Bal du siècle
- Axelle Red : Toujours moi
- Ben Harper : Burn to Shine
- David Hallyday : Un paradis, un enfer
- Eddy Mitchell : Les Nouvelles Aventures d'Eddy Mitchell
- Florent Pagny : RéCréation
- Jamiroquai : Synkronized
- Jean-Jacques Goldman : Tournée 98 En passant
- Johnny Hallyday : Ballades
- Lââm : Persévérance
- Lara Fabian : Lara Fabian
- Lene Marlin : Playing my game
- Les Enfoirés : Dernière Édition avant l'an 2000
- Liane Foly : Acoustique
- Mariah Carey : Rainbow
- Patricia Kaas : Le Mot de passe
- Sergent Garcia : Un poquito quema'o
- The Corrs : Unplugged
- The Cranberries : Bury the Hatchet
- Véronique Sanson : D'un papillon à une étoile

## Succès internationaux de l’année
Cette liste présente, par ordre alphabétique, les trente titres et albums ayant eu le plus de succès dans les charts internationaux en 1999,.

### Singles
- 2Pac : Changes
- Backstreet Boys : I want it that way
- Blondie : Maria
- Bloodhound Gang : The bad touch
- Britney Spears : ...Baby One More Time
- Britney Spears : Sometimes
- Britney Spears : (You Drive Me) Crazy
- Céline Dion : That's the way it is
- Christina Aguilera : Genie in a Bottle
- Eiffel 65 : Blue (Da Ba Dee)
- Enrique Iglesias : Baïlamos
- Lou Bega : Mambo No. 5 (A little bit of...)
- Jennifer Lopez : If You Had My Love
- Madonna : Beautiful Stranger
- Mariah Carey : Heartbreaker
- Mr. Oizo : Flat Beat
- New Radicals : You get what you give
- Santana & Rob Thomas : Smooth
- Savage Garden : I knew I loved you
- Shania Twain : That Don't Impress Me Much
- Sixpence None the Richer : Kiss Me
- Sugar Ray : Every morning
- R. Kelly : If I could turn back the hands of time
- Ricky Martin : Livin' la vida loca
- The Goo Goo Dolls : Slide
- The Offspring : Pretty Fly (for a White Guy)
- TLC : No Scrubs
- TLC : Unpretty
- Whitney Houston : My Love Is Your Love
- Will Smith : Wild Wild West

### Albums
- Andrea Bocelli : Sogno
- Backstreet Boys : Millennium
- Blur : 13
- Britney Spears : ...Baby one more time
- Céline Dion : All the way... A decade of song
- Christina Aguilera : Christina Aguilera
- Creed : Human Clay
- Destiny's Child : The Writing's on the Wall
- Dixie Chicks : Fly
- Dr. Dre : 2001
- Jamiroquai : Synkronized
- Korn : Issues
- Limp Bizkit : Significant Other
- Lou Bega : A little bit of mambo
- Macy Gray : On how life is
- Mariah Carey : Rainbow
- Metallica & l'Orchestre symphonique de San Francisco : S&M
- Moby : Play
- Nine Inch Nails : The Fragile
- Rage Against the Machine : The Battle of Los Angeles
- Red Hot Chili Peppers : Californication
- Ricky Martin : Ricky Martin
- Santana : Supernatural
- Savage Garden : Affirmation
- Sting : Brand new day
- The Chemical Brothers : Surrender
- The Cranberries : Bury the Hatchet
- The Offspring : Americana
- TLC : FanMail
- Travis : The Man Who

## Récompenses
- États-Unis : 42e édition des Grammy Awards
- États-Unis : American Music Awards 1999 (en)
- États-Unis : 1999 MTV Video Music Awards (en)
- Europe : 1999 MTV Europe Music Awards (en)
- Europe : Concours Eurovision de la chanson 1999
- France : 15e cérémonie des Victoires de la musique
- France : 1re edition des NRJ Music Awards
- Québec : 21e gala des prix Félix
- Royaume-Uni : Brit Awards 1999

## Formations et séparations de groupes
- Groupe de musique formé en 1999
- Groupe de musique séparé en 1999

## Naissances
- 21 janvier : Em Beihold, auteure-compositrice-interprète américaine
- 5 mars : Morad, chanteur et rappeur hispano-marocain
- 1er mai : YNW Melly, rappeur et chanteur américain
- 18 juin : Trippie Redd, rappeur américain
- 26 juin : La Fève, rappeur et producteur français
- 2 août : Gambino La MG, rappeur français
- 11 août : Changbin, parolier et compositeur sud-coréen
- 27 août : Shiva, rappeur et chanteur italien
- 3 septembre : Rich Brian, rappeur indonésien
- 8 septembre : Uzi, rappeur et chanteur français
- 9 septembre : Bilal Hassani, chanteur et influenceur français
- 12 septembre : Yeonjun, chanteur, rappeur et danseur
- 20 octobre : YoungBoy Never Broke Again, rappeur et chanteur américain
- 16 novembre : Zola, rappeur et chanteur français
- 20 novembre : Khali, rappeur, chanteur et producteur franco-marrocain
- 4 décembre : Tiakola, rappeur et chanteur

## Décès
- 28 janvier : Roger Segure, arrangeur américain de jazz (° 22 mai 1905).
- 15 février : Big L, rappeur américain
- 27 février : Stéphane Sirkis, guitariste du groupe Indochine
- 2 mars : Dusty Springfield, chanteuse britannique
- 16 juin : Screaming Lord Sutch, musicien britannique
- 21 juin : Kami, batteur du groupe japonais de visual kei Malice Mizer
- 14 juillet : Gar Samuelson, batteur américain du groupe de heavy metal Megadeth
- 6 octobre : Amália Rodrigues, chanteuse de fado portugaise
- 16 octobre : Ella Mae Morse, chanteuse de rhythm and blues américaine
- 8 novembre : Lester Bowie, trompettiste de jazz et compositeur américain
- 3 décembre : John Scatman, chanteur de scat/dance américain
- 20 décembre : Hank Snow, chanteur de musique country canadien